# حيرام إف. ستيفنز
حيرام إف. ستيفنز هو محامي وسياسي أمريكي، ولد في 11 سبتمبر 1852 في St. Albans (town), Vermont ‏ في الولايات المتحدة، وتوفي في 9 مارس 1904. انتخب عضو مجلس ولاية مينيسوتا ‏ وانتخب عضو مجلس نواب مينيسوتا ‏.